# Gauerstadt
Gauerstadt is een plaats in de Duitse gemeente Bad Rodach, deelstaat Beieren, en telt 461 inwoners (2007).

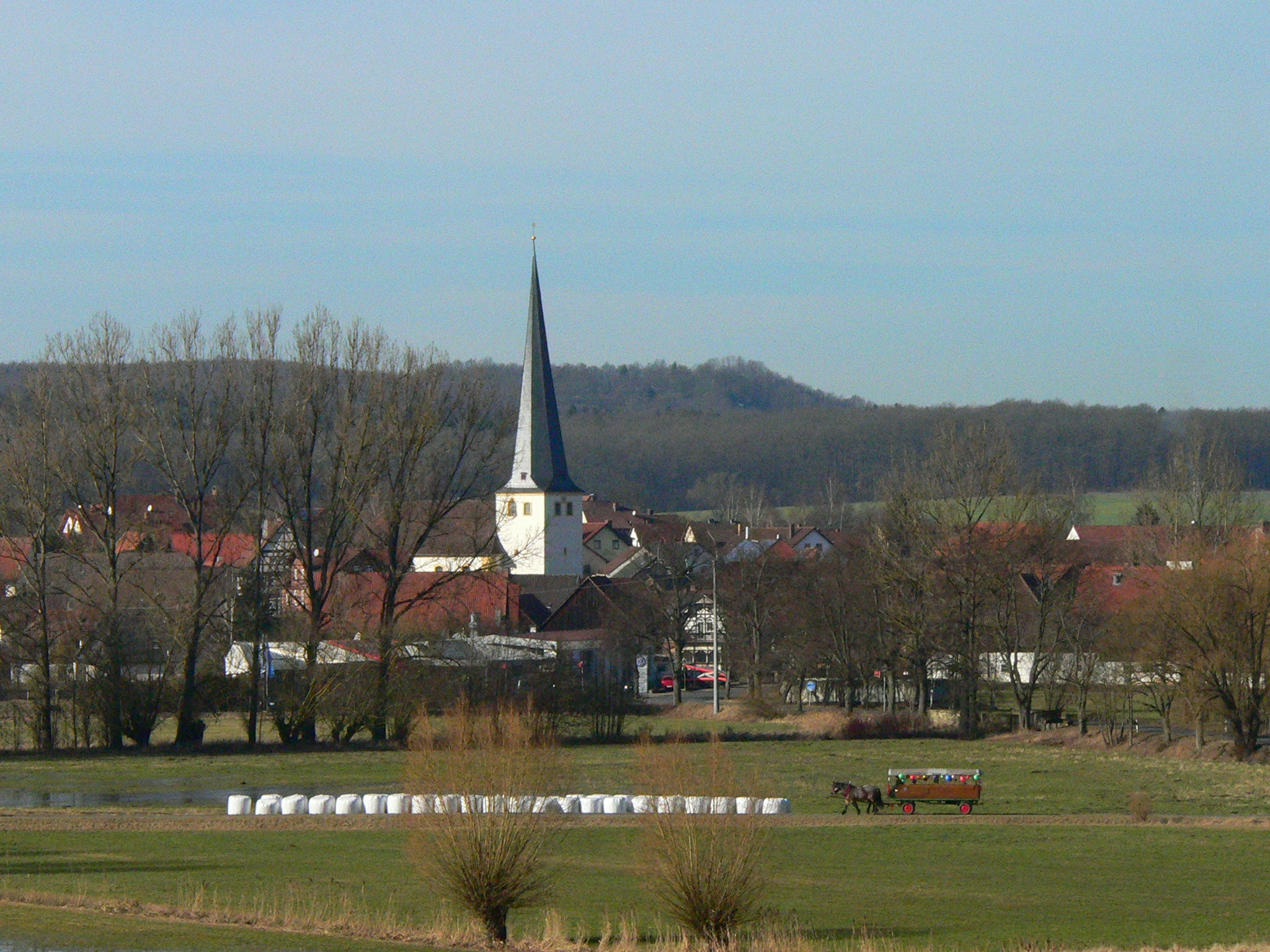
Zicht op Gauerstadt